# Tiếng Pháp tại Đông Dương
Tiếng Pháp tại Đông Dương được biết tới là tiếng Pháp với sự sử dụng của nó ở bán đảo Đông Dương.

## Giai đoạn lịch sử
Tiếng Pháp được truyền vào Bán đảo Đông Dương vào những năm cuối thế kỷ 19, đầu thế kỷ 20, khi các Tu sĩ ở Pháp sang Việt Nam  truyền bá Đạo Kitô. Những năm cuối thế kỷ 19, Pháp xâm lược Đông Dương, lập ra Liên bang Đông Dương, từ đó, tiếng Pháp được truyền bá rộng rãi ở khắp liên bang (Việt Nam, Lào, Campuchia). Đến khi Pháp thất bại ở Chiến dịch Điện Biên Phủ với sự chiến thắng của Việt Nam Dân chủ Cộng hòa. Từ đó, Hiệp định Genève được ký kết, chia cắt hai miền Việt Nam. Pháp tập kết quân đội về Miền Nam lập ra chính phủ Quốc gia Việt Nam và tiếng Pháp vẫn được sử dụng đến khi Quốc trưởng Bảo Đại bị Thủ tướng Ngô Đình Diệm phế truất và ông lên làm Tổng thống Việt Nam Cộng hòa, bắt đầu sự xuất hiện của Hoa Kỳ tại Việt Nam. Tiếng Pháp sau đó cũng dần bị lãng quên ở Đông Dương.

## Khu vực sử dụng
Hiện nay, Tiếng Pháp chỉ còn được sử dụng chính thức như ngôn ngữ thứ ba ở Campuchia (đứng sau Tiếng Khmer và Tiếng Anh) và ngôn ngữ thứ hai ở Lào. Tiếng Pháp ở Việt Nam không còn được ưa chuộng và ít dùng, đứng sau tiếng Anh, tiếng Trung, tiếng Nhật và tiếng Hàn, tiếng Nga.